# Arrondissement Saint-Flour
Das Arrondissement Saint-Flour ist ein Verwaltungsbezirk im Département Cantal in der französischen Region Auvergne-Rhône-Alpes. Hauptort (Unterpräfektur) ist Saint-Flour.

## Geschichte
Am 4. März 1790 wurde mit der Gründung des Départements Cantal auch ein District de Saint-Flour gegründet, der allerdings kleiner war als das jetzige Arrondissement. Aus dem Distrikt wurde mit der Gründung der Arrondissements am 17. Februar 1800 das Arrondissement Saint-Flour.
Am 10. September 1926 wurde das aufgelöste Arrondissement Murat dem Arrondissement Saint-Flour zugeschlagen.

## Geografie
Das Arrondissement grenzt im Norden an das Arrondissement Issoire im Département Puy-de-Dôme, im Osten an das Arrondissement Brioude im Département Haute-Loire, im Südosten an das Arrondissement Mende im Département Lozère (Okzitanien), im Südwesten an das Arrondissement Rodez im Département Aveyron (Okzitanien) und im Westen an die Arrondissements Aurillac und Mauriac.

## Wahlkreise
Im Arrondissement liegen fünf Wahlkreise (Kantone):
- Kanton Murat
- Kanton Neuvéglise
- Kanton Riom-ès-Montagnes (mit neun von 23 Gemeinden)
- Kanton Saint-Flour-1
- Kanton Saint-Flour-2

## Gemeinden
Die Gemeinden des Arrondissements Saint-Flour sind:
| 1. Albepierre-Bredons (15025)            | 2. Allanche (15001)                     | 3. Alleuze (15002)              | 4. Andelat (15004)                |
| 5. Anglards-de-Saint-Flour (15005)       | 6. Anterrieux (15007)                   | 7. Auriac-l’Église (15013)      | 8. Bonnac (15022)                 |
| 9. Brezons (15026)                       | 10. Celles (15031)                      | 11. Celoux (15032)              | 12. Cézens (15033)                |
| 13. Chaliers (15034)                     | 14. Chalinargues (15035)                | 15. Chanterelle (15040)         | 16. La Chapelle-d’Alagnon (15041) |
| 17. La Chapelle-Laurent (15042)          | 18. Charmensac (15043)                  | 19. Chaudes-Aigues (15045)      | 20. Chavagnac (15047)             |
| 21. Chazelles (15048)                    | 22. Cheylade (15049)                    | 23. Le Claux (15050)            | 24. Clavières (15051)             |
| 25. Coltines (15053)                     | 26. Condat (15054)                      | 27. Coren (15055)               | 28. Cussac (15059)                |
| 29. Deux-Verges (15060)                  | 30. Dienne (15061)                      | 31. Espinasse (15065)           | 32. Ferrières-Saint-Mary (15069)  |
| 33. Fridefont (15073)                    | 34. Gourdièges (15077)                  | 35. Jabrun (15078)              | 36. Joursac (15080)               |
| 37. Lacapelle-Barrès (15086)             | 38. Landeyrat (15091)                   | 39. Lastic (15097)              | 40. Laurie (15098)                |
| 41. Laveissenet (15100)                  | 42. Laveissière (15101)                 | 43. Lavigerie (15102)           | 44. Leyvaux (15105)               |
| 45. Lieutadès (15106)                    | 46. Lorcières (15107)                   | 47. Lugarde (15110)             | 48. Malbo (15112)                 |
| 49. Marcenat (15114)                     | 50. Marchastel (15116)                  | 51. Massiac (15119)             | 52. Maurines (15121)              |
| 53. Mentières (15125)                    | 54. Molèdes (15126)                     | 55. Molompize (15127)           | 56. Montboudif (15129)            |
| 57. Montchamp (15130)                    | 58. Montgreleix (15132)                 | 59. Murat (15138)               | 60. Narnhac (15139)               |
| 61. Neussargues en Pinatelle (15141)     | 62. Neuvéglise-sur-Truyère (15142)      | 63. Paulhac (15148)             | 64. Paulhenc (15149)              |
| 65. Peyrusse (15151)                     | 66. Pierrefort (15152)                  | 67. Pradiers (15155)            | 68. Rageade (15158)               |
| 69. Rézentières (15161)                  | 70. Roffiac (15164)                     | 71. Ruynes-en-Margeride (15168) | 72. Saint-Amandin (15170)         |
| 73. Saint-Bonnet-de-Condat (15173)       | 74. Sainte-Anastasie (15171)            | 75. Saint-Flour (15187)         | 76. Saint-Georges (15188)         |
| 77. Saint-Martial (15199)                | 78. Saint-Martin-sous-Vigouroux (15201) | 79. Saint-Mary-le-Plain (15203) | 80. Saint-Poncy (15207)           |
| 81. Saint-Rémy-de-Chaudes-Aigues (15209) | 82. Saint-Saturnin (15213)              | 83. Saint-Urcize (15216)        | 84. Sainte-Marie (15198)          |
| 85. Ségur-les-Villas (15225)             | 86. Soulages (15229)                    | 87. Talizat (15231)             | 88. Tanavelle (15232)             |
| 89. Les Ternes (15235)                   | 90. Tiviers (15237)                     | 91. La Trinitat (15241)         | 92. Ussel (15244)                 |
| 93. Vabres (15245)                       | 94. Val d’Arcomie (15108)               | 95. Valjouze (15247)            | 96. Valuéjols (15248)             |
| 97. Védrines-Saint-Loup (15251)          | 98. Vernols (15253)                     | 99. Vèze (15256)                | 100. Vieillespesse (15259)        |
| 101. Villedieu (15262)                   | 102. Virargues (15263)                  |                                 |                                   |

## Ehemalige Gemeinden seit der landesweiten Neuordnung der Kantone
- Bis 2024: Neussargues en Pinatelle
- Bis 2015: Celles, Chalinargues, Chavagnac, Faverolles, Loubaresse, Neussargues-Moissac, Saint-Just, Saint-Marc, Sainte-Anastasie
- Bis 2016: Chastel-sur-Murat, Lavastrie, Neuvéglise, Oradour, Sériers